# Ban tiệp dư
Ban Tiệp dư (chữ Hán: 班婕妤, khoảng 48 TCN - 2 TCN), là một phi tần của Hán Thành Đế Lưu Ngao, vị Hoàng đế thứ 12 của triều Tây Hán trong lịch sử Trung Quốc, một Hoàng đế nổi tiếng là hôn quân và hoang dâm.
Khi đó, Ban Tiệp dư xuất thân danh môn, nổi tiếng là một nữ tác gia trứ danh, rất nổi tiếng đương thời vì có tài về từ và phú. Ban đầu, bà rất được Hán Thành Đế sủng ái, sau đó do chị em Triệu Phi Yến cùng Triệu Hợp Đức đắc sủng, hãm hại Hứa hoàng hậu, thế là Ban tiệp dư phải lánh đến Trường Tín cung, hầu hạ Thái hậu Vương Chính Quân. Sự tích về bà trở nên nổi tiếng, và bà là một hình mẫu của tần phi hết sức hiền huệ và hiểu lễ nghĩa.
Xuất thân thế gia, nổi tiếng về tính hiền thục, Ban tiệp dư là tổ cô của Ban Cố, Ban Siêu và Ban Chiêu, những cái tên trứ danh dưới thời Đông Hán về sau. Bà nổi tiếng với bài Oán ca hành (怨歌行), sau còn gọi là Đoàn phiến ca (团扇歌).

## Thân thế
Ban thị không rõ danh tính, là người Lâu Phiền (楼烦; nay là Sóc Thành, gần Ninh Vũ, tỉnh Sơn Tây). Tổ tiên nhiều đời nhà họ Ban là hậu nhân của Lệnh doãn nước Sở là Tử Văn. Về sau, họ trở thành quý tộc ở vùng biên giới phía Tây Bắc với nghề chăn thả và kinh doanh bò, ngựa với quy mô tới vài nghìn con. Gia đình họ Ban buôn bán bò ngựa và khuyến khích các gia đình khác di chuyển ra vùng biên giới.
Ông cố của Ban thị là Ban Nhất (班壹), sinh ra Ban Nhụ (班孺). Họ Ban trở thành quý tộc khi Ban Nhụ làm quan đến chức Thái thú Thượng Cốc. Con trai Ban Nhụ là Ban Trường (班长), con trai Trường là Ban Hồi (班回), con trai Hồi là Ban Huống (班况). Huống từng lập được nhiều công lao khi chinh phạt Hung Nô thời Hán Vũ Đế, được phong chức Tả Tào Việt Kỵ hiệu úy. Ban Huống có ba con trai và một gái, tất cả đều giỏi văn thơ.
Con trai trưởng là Ban Bá (班伯), học giả tinh thông Tứ thư Ngũ kinh, từng được cử đi sứ sang Hung Nô, lập nhiều công lớn. Con trai kế là Ban Du (班斿), làm quan chức Bái Gián Đại Phu, có tài bác học, từng cộng tác cùng Lưu Hướng trong việc điển hiệu mật thư của triều đình, Hoàng đế rất kính nể. Con thứ ba là Ban Trĩ (班稚) cũng là danh gia văn học, đạo đức tốt, làm Quảng Bình tướng thời Hán Ai Đế. Con gái duy nhất của Ban Huống chính là Ban thị, là người nổi bật hơn cả, còn trẻ đã học thành tài, thi phú âm luật thảy đều tinh thông. Con trai của Ban Trĩ là Ban Bưu (班彪), một sử gia có tiếng. Ban Cố, con trai của Ban Bưu, sinh năm 32 tại Phù Phong, An Lăng (nay là Hàm Dương, Thiểm Tây) là tác giả quyển sử Hán thư rất nổi tiếng.

## Nhập cung

### Tiệp dư hiền đức

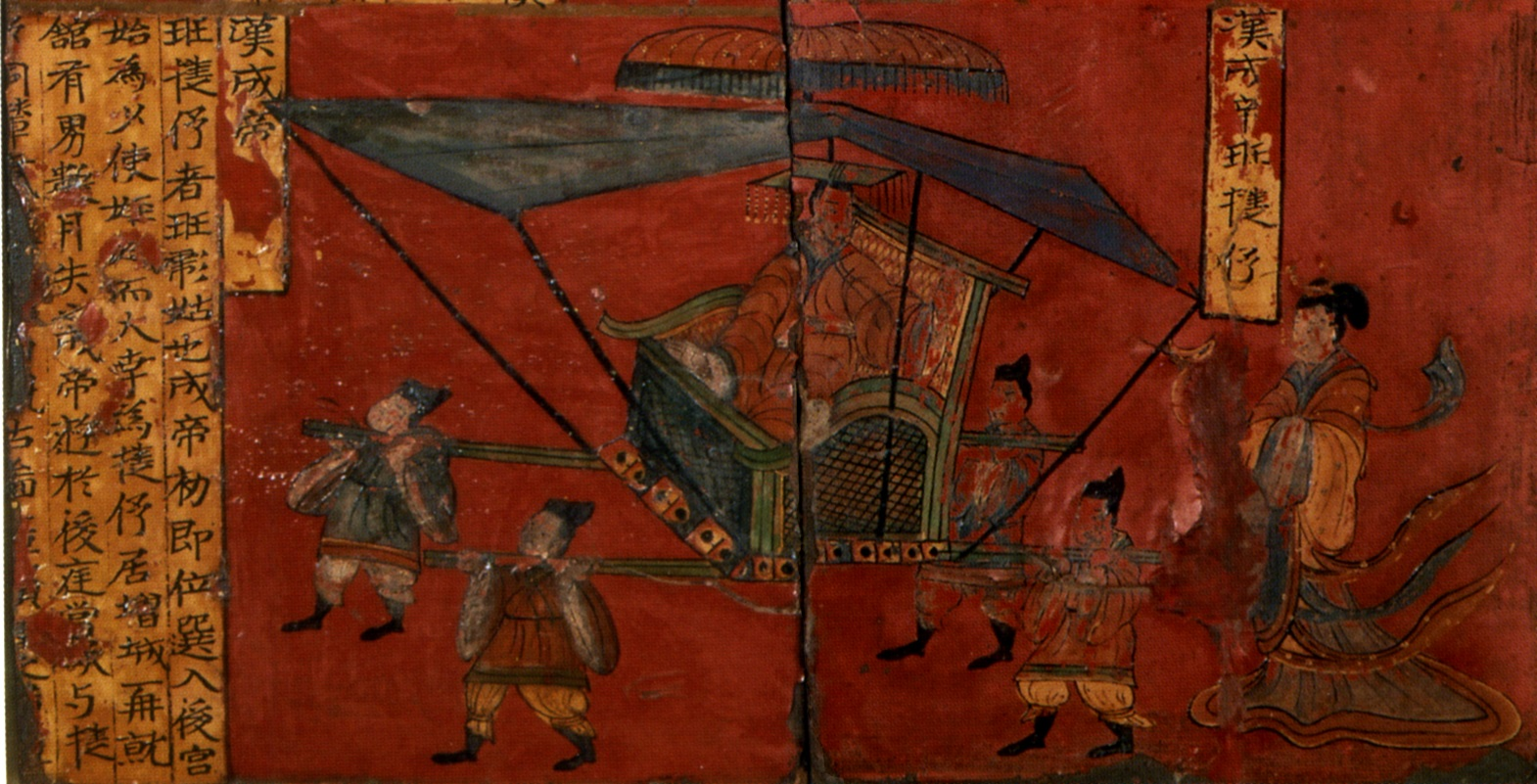
Minh họa tích Ban Tiệp dư trong Thải hội nhân vật cố sự tất bình (彩绘人物故事漆屏).

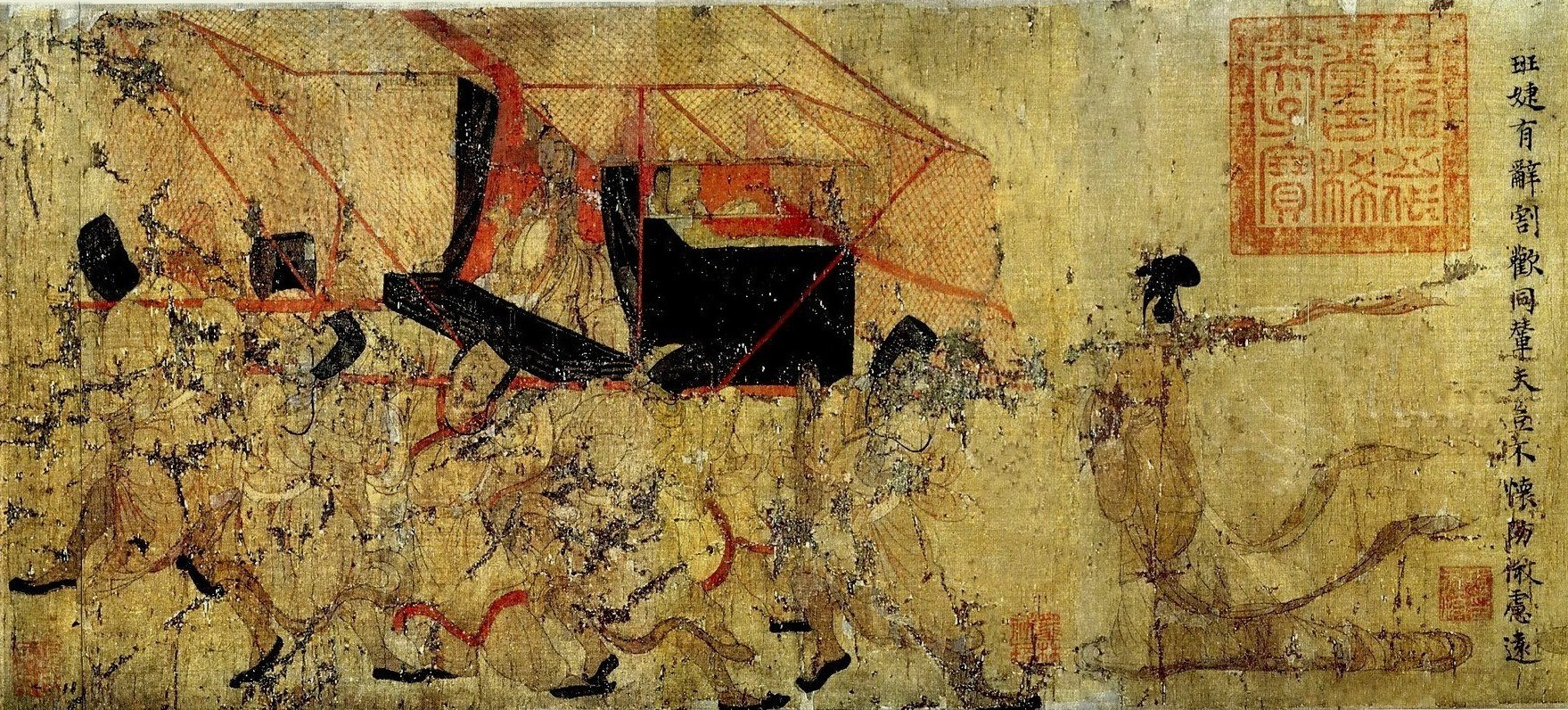
Minh họa tích Ban Tiệp dư trong Nữ sử châm đồ (女史箴图).

Thời gian Ban Tiệp dư nhập cung không rõ ràng, Hán thư chỉ ghi Ban thị nhập cung vào lúc Thành Đế vừa lên ngôi không lâu. Mới đầu chỉ là Thiếu sử (少使), sau được sủng hạnh, phong lên làm Tiệp dư. Bà từng sinh hạ một hoàng tử, nhưng sau mấy tháng lại chết non, từ đó không còn sinh dục được nữa.
Ban Tiệp dư rất thích đọc Kinh Thi và các sách cổ học khác như Đức tượng (德象), Yểu điệu (窈窕) hay Nữ sư (女师), khi yết kiến Hoàng đế bà thường thực hiện những quy tắc hợp lệ, không vì được sủng ái sinh kiêu ngạo. Bà không chỉ đa tài đa nghệ mà còn vô cùng hiền thục, không nói chuyện thị phi, không huênh hoang khoác lác, cũng không làm mất lòng ai, ngay đến cả Thái hậu Vương Chính Quân cũng rất quý. Ban Tiệp dư được chuyên sủng hậu cung nhưng rất biết phép tắc. Có một khi đi ra ngoài, Hán Thành Đế định cho làm một chiếc xe rộng lớn để Ban Tiệp dư có thể ngồi chung. Biết chuyện ấy, Ban Tiệp dư lễ phép tâu:"Tâu bệ hạ, xưa nay bậc Thánh vương khi xuất ngoại, chỉ có những bậc đại thần là được phép ngồi cạnh Hoàng đế mà thôi. Nay, rộng ơn bệ hạ cho phép thiếp ngồi cùng, nhưng làm vậy, chắc chắn sẽ tổn hại đến thanh danh hiền đức của bệ hạ. Cúi xin bệ hạ lượng thứ thiếp thần, xét lại việc này, miễn cho thần thiếp ngồi chung xe". Lời tâu của Ban Tiệp dư rất có đạo lý, nên Hán Thành Đế phải hủy bỏ ý định ấy.
Thái hậu nghe chuyện, rất lấy làm tâm đắc, cất lời khen:"Thật là hiếm có, xưa có Phàn Cơ, nay có Ban Tiệp dư!".

### Bị thất sủng
Tuy tài đức như thế nhưng Ban Tiệp dư không giành được sự sủng ái lâu bền của Hán Thành Đế, từ năm Hồng Gia đã ít vào hậu cung, do vậy Ban Tiệp dư tiến cử Thị giả tên là Lý Bình lên, Bình được phong Tiệp dư, còn được cho đổi thành họ Vệ theo cố sự của Vệ Tử Phu. Sau khi hai chị em Triệu Phi Yến nhập cung, dùng trăm phương nghìn kế tranh giành sự sủng ái của Hán Thành Đế. Ban Tiệp dư là người an phận thủ thường, không tranh với đời thì chị em họ Triệu thị dùng nhan sắc và thủ đoạn để quyến rũ Thành Đế.
Năm Hồng Gia thứ 3 (18 TCN), chị của Hứa hoàng hậu là Hứa Yết bị Vương Thái hậu định tội buông lời nguyền rủa trong cung. Nhân sự tình đó, hai chị em Triệu Phi Yến tố cáo Hứa hậu và Ban Tiệp dư đồng lõa rước Vu thuật lập đàn tràng để trù ếm. Hán Thành Đế tức giận, phế truất Hứa hoàng hậu và gọi Ban Tiệp dư đến tra vấn.
Khi trình diện Hoàng đế, Tiệp dư Ban thị không lộ chút sợ sệt, tâu:「"Thần thiếp nghe rằng, tử sinh có mệnh, giàu nghèo do trời. Người làm lành còn chưa biết có được hưởng phước không, huống nữa là chuyện sai quấy ấy? Nếu quỷ thần có sự hiểu biết, chắc chắn quỷ thần sẽ không bao giờ nghe những lời xin xỏ hại người. Nếu quỷ thần chẳng có sự hiểu biết, những lời trù ếm phỏng có ích gì? Chuyện bệ hạ hỏi, thần thiếp chẳng những không dám làm, mà còn chưa bao giờ nghĩ đến nữa!"」. Trước thái độ ung dung và thanh thản của nàng, Hán Thành Đế tin tưởng và khâm phục, không những không bắt tội mà còn ban thưởng trăm cân vàng. Nhưng Ban Tiệp dư tự thấy, phải mau rời xa nơi này mới yên thân, liền xin cho đến Trường Tín cung (长信宫) của Thái hậu để hầu hạ và được Hán Thành Đế phê chuẩn.
Khi Hán Thành Đế băng, Ban Tiệp dư tình nguyện đến lăng tẩm của Hán Thành Đế là Đình Lăng (延陵). Bà sống cuộc sống giản đơn đầy đạo hạnh cao khiết như một đạo nhân, bỏ mặc ngoài tai mọi chuyện tranh giành quyền lực, xem thường phú quý công danh, thệ nguyện suốt đời lo việc hương khói cho Thành Đế. Ban Tiệp dư mất cỡ năm 40 tuổi hơn, được chôn cất trong khuôn viên Đình lăng của Hán Thành Đế.

## Tác phẩm

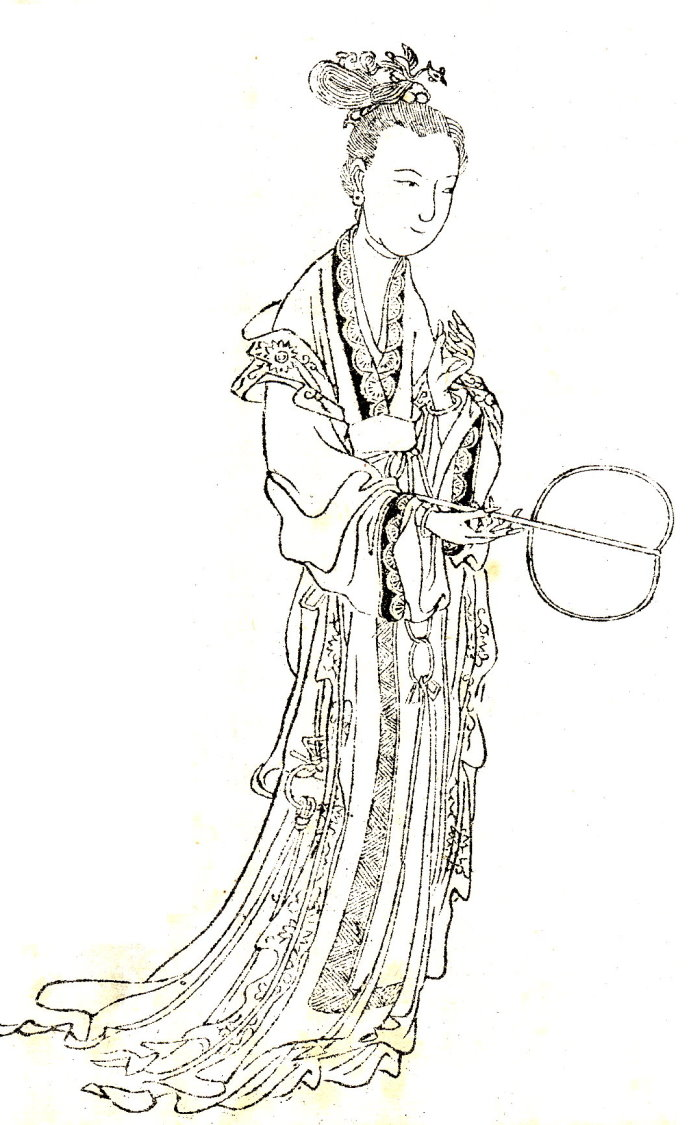
Minh họa Ban Tiệp dư trong Vãn Tiếu đường Trúc trang họa truyện (晩笑堂竹荘畫傳).

Sau khi đến Trường Tín cung của Vương Thái hậu, tâm tình của Ban Tiệp dư rất u uất, nên thường mượn văn thơ để bày giải tâm sự. Tiếc là hiện nay, phần lớn bị thất thoát, chỉ còn lưu truyền lại mấy bài như Tự điệu phú (自伤赋), Đảo tố phú (捣素赋) và Oán ca hành (怨歌行).
Trong số đó, bài Oán ca hành của bà được người sau ưa thích nhất.
| 怨歌行 ... 新裂齐纨素， 皎洁如霜雪。 裁作合欢扇， 团圆似明月。 出入君怀袖， 动摇微风发。 常恐秋节至， 凉飙夺炎热。 弃捐箧笥中， 恩情中道绝。 | Oán ca hành ... Tân liệt Tề hoàn tố, Tiên khiết như sương tuyết. Tài vi hợp hoan phiến, Đoàn đoàn tự minh nguyệt. Xuất nhập quân hoài tụ, Động dao vi phong phát. Thường khủng thu tiết chí, Lương tiêu đoạt viêm nhiệt. Khí quyên khiếp tứ trung, Ân tình trung đạo tuyệt. | Khúc ca ai oán ... Mới chế lụa Tề trắng, Trong sạch như tuyết sương. Đem làm quạt hợp hoan, Tròn giống hình trăng sáng. Ra vào tay áo vua, Lay động sinh gió mát. Thường sợ tiết thu đến, Gió mát cướp nồng nhiệt. Nên cất vào góc rương, Nửa đường ân ái tuyệt. |

Trong bài thơ, Ban Tiệp dư ví mình như chiếc quạt lụa trắng, mùa Hạ thì được Hoàng đế yêu dấu, cất giữ bên mình vì có thể sinh ra gió mát cho Hoàng đế. Đến mùa thu, tiết trời trở lạnh thì chiếc quạt bị vất vào một xó, mọi người quên lãng.
Ngoài ra, Ban Tiệp dư còn có một bài thơ cũng nổi tiếng không ít, đó là bài Trường Tín cung oán (长信宫怨). Trong đó, bà kể lại thân thế từ lúc nhập cung được Hán Thành Đế yêu dấu. Đến khi bị ruồng rẫy, tâm tình sầu buồn u uất. Văn từ phong phú uyển chuyển, ý tứ thâm trầm, hình ảnh sinh động đáng nhớ. Mọi người vô cùng cảm khái.
Nhà thơ thời Đường là Ông Thụ (翁綬) cảm khái sâu sắc về ý tứ của Ban Tiệp dư, làm ra bài Tiệp dư oán (婕妤怨) để bày tỏ sự cảm thông đối với bà khi viết ra Oán ca hành:
| 婕妤怨 ... 讒謗潛來起百憂， 朝承恩寵暮仇讎。 火燒白玉非因玷， 霜翦紅蘭不待秋。 花落昭陽誰共輦， 月明長信獨登樓。 繁華事逐東流水， 團扇悲歌萬古愁。 | Phiên âm ... Sàm báng tiềm lai khởi bách ưu, Triêu thừa ân sủng mộ cừu thù. Hoả thiêu bạch ngọc phi nhân điếm, Sương tiễn hồng lan bất đãi thu. Hoa lạc Chiêu Dương thuỳ cộng liễn, Nguyệt minh Trường Tín độc đăng lâu. Phồn hoa sự trục đông lưu thủy, Đoàn phiến bi ca vạn cổ sầu. | Dịch thơ ... Dèm pha ngầm gây bao lo lắng, Sáng chịu ân chiều nặng oán cừu. Ngọc kia tìm vết đốt thiêu, Không chờ thu đến sương tiêu lan hồng. Hết chung xe, Chiêu Dương hoa rụng, Lầu một mình, Trường Tín trăng soi. Phồn hoa theo nước chảy rồi, Múa ca đoàn phiến chỉ sầu nghìn thu. |

## Phim ảnh
| Năm  | Tên tác phẩm                     | Diễn viên           |
| 1996 | 《Hán cung Phi Yến》 (汉宫飞燕)  | Lý Kiến Quần 李建群 |
| 2008 | 《Mẫu nghi thiên hạ》 (母儀天下) | Điền Dã 田野        |

## Gia phả
|        |        |        |        |        |        |  |  |        |        |        |        |        |        |  |  | Ban Nhất               |                        |                        |                        |                        |                        |  |  |             |             |             |             |             |             |  |  |  |  |  |  |  |  |  |  |  |  |  |  |  |  |  |  |
|        |        |        |        |        |        |  |  |        |        |        |        |        |        |  |  |                        |                        |                        |                        |                        |                        |  |  |             |             |             |             |             |             |  |  |  |  |  |  |  |  |  |  |  |  |  |  |  |  |  |  |
|        |        |        |        |        |        |  |  |        |        |        |        |        |        |  |  | Ban Nhụ                |                        |                        |                        |                        |                        |  |  |             |             |             |             |             |             |  |  |  |  |  |  |  |  |  |  |  |  |  |  |  |  |  |  |
|        |        |        |        |        |        |  |  |        |        |        |        |        |        |  |  |                        |                        |                        |                        |                        |                        |  |  |             |             |             |             |             |             |  |  |  |  |  |  |  |  |  |  |  |  |  |  |  |  |  |  |
|        |        |        |        |        |        |  |  |        |        |        |        |        |        |  |  | Ban Trường             |                        |                        |                        |                        |                        |  |  |             |             |             |             |             |             |  |  |  |  |  |  |  |  |  |  |  |  |  |  |  |  |  |  |
|        |        |        |        |        |        |  |  |        |        |        |        |        |        |  |  |                        |                        |                        |                        |                        |                        |  |  |             |             |             |             |             |             |  |  |  |  |  |  |  |  |  |  |  |  |  |  |  |  |  |  |
|        |        |        |        |        |        |  |  |        |        |        |        |        |        |  |  | Ban Hồi                |                        |                        |                        |                        |                        |  |  |             |             |             |             |             |             |  |  |  |  |  |  |  |  |  |  |  |  |  |  |  |  |  |  |
|        |        |        |        |        |        |  |  |        |        |        |        |        |        |  |  |                        |                        |                        |                        |                        |                        |  |  |             |             |             |             |             |             |  |  |  |  |  |  |  |  |  |  |  |  |  |  |  |  |  |  |
|        |        |        |        |        |        |  |  |        |        |        |        |        |        |  |  | Ban Huống              |                        |                        |                        |                        |                        |  |  |             |             |             |             |             |             |  |  |  |  |  |  |  |  |  |  |  |  |  |  |  |  |  |  |
|        |        |        |        |        |        |  |  |        |        |        |        |        |        |  |  |                        |                        |                        |                        |                        |                        |  |  |             |             |             |             |             |             |  |  |  |  |  |  |  |  |  |  |  |  |  |  |  |  |  |  |
|        |        |        |        |        |        |  |  |        |        |        |        |        |        |  |  |                        |                        |                        |                        |                        |                        |  |  |             |             |             |             |             |             |  |  |  |  |  |  |  |  |  |  |  |  |  |  |  |  |  |  |
| Ban Bá | Ban Bá | Ban Bá | Ban Bá | Ban Bá | Ban Bá |  |  | Ban Du | Ban Du | Ban Du | Ban Du | Ban Du | Ban Du |  |  | Ban Trĩ                | Ban Trĩ                | Ban Trĩ                | Ban Trĩ                | Ban Trĩ                | Ban Trĩ                |  |  | Ban Tiệp dư | Ban Tiệp dư | Ban Tiệp dư | Ban Tiệp dư | Ban Tiệp dư | Ban Tiệp dư |  |  |  |  |  |  |  |  |  |  |  |  |  |  |  |  |  |  |
| Ban Bá | Ban Bá | Ban Bá | Ban Bá | Ban Bá | Ban Bá |  |  | Ban Du | Ban Du | Ban Du | Ban Du | Ban Du | Ban Du |  |  | Ban Trĩ                | Ban Trĩ                | Ban Trĩ                | Ban Trĩ                | Ban Trĩ                | Ban Trĩ                |  |  | Ban Tiệp dư | Ban Tiệp dư | Ban Tiệp dư | Ban Tiệp dư | Ban Tiệp dư | Ban Tiệp dư |  |  |  |  |  |  |  |  |  |  |  |  |  |  |  |  |  |  |
|        |        |        |        |        |        |  |  | Ban Tự | Ban Tự | Ban Tự | Ban Tự | Ban Tự | Ban Tự |  |  | Ban Bưu                | Ban Bưu                | Ban Bưu                | Ban Bưu                | Ban Bưu                | Ban Bưu                |  |  |             |             |             |             |             |             |  |  |  |  |  |  |  |  |  |  |  |  |  |  |  |  |  |  |
|        |        |        |        |        |        |  |  | Ban Tự | Ban Tự | Ban Tự | Ban Tự | Ban Tự | Ban Tự |  |  | Ban Bưu                | Ban Bưu                | Ban Bưu                | Ban Bưu                | Ban Bưu                | Ban Bưu                |  |  |             |             |             |             |             |             |  |  |  |  |  |  |  |  |  |  |  |  |  |  |  |  |  |  |
|        |        |        |        |        |        |  |  |        |        |        |        |        |        |  |  |                        |                        |                        |                        |                        |                        |  |  |             |             |             |             |             |             |  |  |  |  |  |  |  |  |  |  |  |  |  |  |  |  |  |  |
|        |        |        |        |        |        |  |  | Ban Cố | Ban Cố | Ban Cố | Ban Cố | Ban Cố | Ban Cố |  |  | Định Viễn hầu Ban Siêu | Định Viễn hầu Ban Siêu | Định Viễn hầu Ban Siêu | Định Viễn hầu Ban Siêu | Định Viễn hầu Ban Siêu | Định Viễn hầu Ban Siêu |  |  | Ban Chiêu   | Ban Chiêu   | Ban Chiêu   | Ban Chiêu   | Ban Chiêu   | Ban Chiêu   |  |  |  |  |  |  |  |  |  |  |  |  |  |  |  |  |  |  |
|        |        |        |        |        |        |  |  | Ban Cố | Ban Cố | Ban Cố | Ban Cố | Ban Cố | Ban Cố |  |  | Định Viễn hầu Ban Siêu | Định Viễn hầu Ban Siêu | Định Viễn hầu Ban Siêu | Định Viễn hầu Ban Siêu | Định Viễn hầu Ban Siêu | Định Viễn hầu Ban Siêu |  |  | Ban Chiêu   | Ban Chiêu   | Ban Chiêu   | Ban Chiêu   | Ban Chiêu   | Ban Chiêu   |  |  |  |  |  |  |  |  |  |  |  |  |  |  |  |  |  |  |
|        |        |        |        |        |        |  |  |        |        |        |        |        |        |  |  |                        |                        |                        |                        |                        |                        |  |  |             |             |             |             |             |             |  |  |  |  |  |  |  |  |  |  |  |  |  |  |  |  |  |  |
|        |        |        |        |        |        |  |  |        |        |        |        |        |        |  |  | Định Viễn hầu Ban Hùng | Định Viễn hầu Ban Hùng | Định Viễn hầu Ban Hùng | Định Viễn hầu Ban Hùng | Định Viễn hầu Ban Hùng | Định Viễn hầu Ban Hùng |  |  | Ban Dũng    | Ban Dũng    | Ban Dũng    | Ban Dũng    | Ban Dũng    | Ban Dũng    |  |  |  |  |  |  |  |  |  |  |  |  |  |  |  |  |  |  |
|        |        |        |        |        |        |  |  |        |        |        |        |        |        |  |  | Định Viễn hầu Ban Hùng | Định Viễn hầu Ban Hùng | Định Viễn hầu Ban Hùng | Định Viễn hầu Ban Hùng | Định Viễn hầu Ban Hùng | Định Viễn hầu Ban Hùng |  |  | Ban Dũng    | Ban Dũng    | Ban Dũng    | Ban Dũng    | Ban Dũng    | Ban Dũng    |  |  |  |  |  |  |  |  |  |  |  |  |  |  |  |  |  |  |
|        |        |        |        |        |        |  |  |        |        |        |        |        |        |  |  | Định Viễn hầu Ban Thủy |                        |                        |                        |                        |                        |  |  |             |             |             |             |             |             |  |  |  |  |  |  |  |  |  |  |  |  |  |  |  |  |  |  |